# Conny Kuipéri
Cornelia Johanna Maria (Conny) Kuipéri (Den Haag, 1946) is een Nederlands beeldend kunstenares en collagist.

## Biografie
Kuipéri werd geboren in Den Haag. Na haar middelbare school was ze jarenlang werkzaam bij de PTT waar ze diverse communicatiefuncties vervulde. Later volgde zij een opleiding aan de Koninklijke Academie van Beeldende Kunsten in Den Haag die zij in 2006 heeft afgemaakt. Hierna ging zij zich toeleggen op het kunstenaarsschap.

### Loopbaan
Kuipéri werkt voornamelijk met hout, keramiek, textiel en zelfs afval. Ze baseert haar werken op bepaalde thema's zoals gedachten, emoties en ervaringen in het dagelijks leven. Ze naait, soldeert en lijmt. Daarnaast neemt ze deel aan tentoonstellingen in musea. Ook maakt zij werken in opdracht, zoals voor het Alrijne Ziekenhuis in Leiderdorp en het stadhuis van Den Haag. Verder maakt ze ook vrij werk.

### Privé
Kuipéri is in 1986 getrouwd met fotograaf Frederick Linck.

## Werken
- Huisje, boompje en het beestje komt later wel.
- Tim
- Ping Ping - Het jaar van het schaap.
- Tom
- Vasen
- Bloemen op stenen
- Bloemen op steel
- Boomobjecten van textiel
- Matchboxworld
- Engelenboom
- Kuiperiaans Tafelstuk
- Niets Dierlijks is Ons Vreemd
- Gekruisigde dieren
- Chinees konijn
- Bontmonument
- Motormuis
- Kiplekker
- Egyptisch masker
- Cruxifix
- Zebradame
- Afrikaans masker
- Hug

- RKD-Nederlands Instituut voor Kunstgeschiedenis: 482296